# Икавский тип произношения

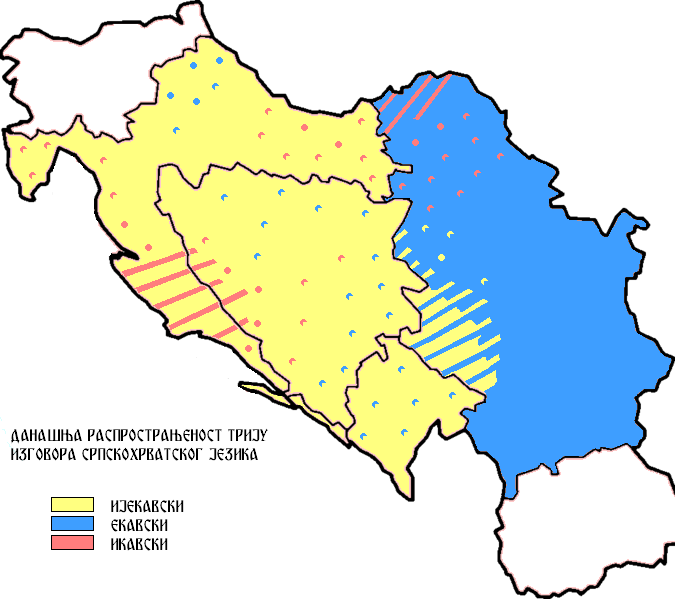
Виды произношений ятя:
Иекавский (екавский)
Экавский
Икавский

И́кавский тип произноше́ния (серб. икавски изговор, икавица, хорв. ikavski govor, ikavica) — один из трёх основных типов произношения рефлекса *ě в сербохорватском языковом континууме, при котором на месте праславянской *ě выступает гласная i. Икавский тип является одним из дифференцирующих признаков для ряда сербохорватских диалектов — он характеризует говоры штокавского наречия, распространённые преимущественно в западных и северных частях штокавского ареала, и говоры двух диалектов чакавского наречия — южночакавского и юго-западного истрийского. Икавскому типу произношения противопоставляются иекавский, или екавский, и экавский типы. В отличие от иекавского и экавского произношения, которые являются двумя равноправными произносительными вариантами сербскохорватского литературного языка, икавский тип произношения является диалектным и литературной нормой не допускается. Кроме говоров с тремя основными типами произношения в штокавском и чакавском наречиях встречаются также говоры с незаменённой *ě.

## Штокавское наречие
Икавские диалекты штокавского наречия известны преимущественно на территории Хорватии, менее распространены икавские говоры в Боснии и Герцеговине и редко встречаются в Сербии.
В Хорватии икавские диалектные области размещены в приморских районах Далмации, в южных и северо-восточных районах Славонии (Посавье и Восточное Подравье).
В Боснии и Герцеговине икавские говоры распространены в центральных и юго-западных районах, а также на западе Боснии в ряде анклавов, окружённых сплошным ареалом иекавских говоров (наиболее крупный икавский анклав — район Бихача). В Сербии икавские говоры распространены в основном в исторической области Бачка у границы автономного края Воеводина с Венгрией и Хорватией. Кроме того, икавские говоры встречаются в Венгрии в районах, примыкающих к сербско-венгерской границе.
К икавским диалектам штокавского наречия относят:
1. Младоикавский (западный) диалект (новоштокавский).
2. Посавские и восточноподравские говоры славонского диалекта (староштокавские шчакавские), остальные славонские говоры экавские и икавско-екавские, значительно уступающие по числу носителей икавским говорам.

Икавские говоры Далмации послужили основой для литературного молизско-славянского языка, бытующего в нескольких сёлах области Молизе в Италии. Также на базе икавских говоров в настоящее время формируется буневский литературный язык (среди буневцев Воеводины в Сербии).
Не все штокавские говоры чистые экавские, иекавские и икавские. Существует большое число говоров, в которых рефлексы *ě реализуются по-разному в тех или иных фонетических позициях и морфологических категориях. Такие говоры распространены между западной частью штокавского ареала, в говорах которой *ě последовательно заменяется на i и восточной частью с последовательной заменой *ě > e. От икавских на западе штокавские говоры постепенно переходят через екавские говоры с икавизмами и экавизмами и экавские говоры с икавизмами к чистым экавским говорам на востоке.

## Чакавское наречие
По произношению гласной i на месте *ě в чакавском наречии выделяют два диалекта — южночакавский и юго-западный истрийский. Первый диалект распространён в северо-западных районах Истрии, в Далмации на узкой прибрежной полосе от Задара на северо-западе до Сплита на юго-востоке, и на многочисленных островах в Адриатическом море от острова Пашман на северо-западе до полуострова Пелещац на юго-востоке (исключая острова Млет и Ластово, и южную часть Пелещаца), а также частично в градищанско-хорватском (бургенландском) ареале. Второй диалект распространён в западных и юго-западных районах Истрии.